# VIA Rail Canada Police Service
VIA Rail Canada Police Service (VRCPS) (фр. Service de police de VIA Rail Canada (SPVRC)) — федеральная служба железнодорожной полиции канадского оператора междугородних пассажирских железных дорог VIA Rail Canada Inc.
Агентство было сформировано в 2015 году в соответствии с Законом о безопасности на железной дороге, а Питер Ламбринакос стал первым начальником полиции и начальником корпоративной безопасности VIA Rail Canada. Как служба железнодорожной полиции, агентство находится в ведении Министерства транспорта Канады.

## Полномочия
Как указано в федеральном законе Канады о безопасности на железных дорогах, констебли полиции VIA Rail назначаются судьёй вышестоящего суда для исполнения законов Канады или провинции в той мере, в какой их исполнение связано с защитой имущества, находящегося в собственности, владении или управлении VIA Rail Canada, а также для защиты людей и имущества на их территории.
Компания VIA Rail Canada уполномочена обслуживать междугородние, региональные и трансконтинентальные поезда, связывающие более 400 населенных пунктов Канады. Полицейские констебли имеют юрисдикцию на территории, находящейся под управлением VIA Rail Canada, и в любом месте в радиусе 500 метров от собственности, которой владеет, обладает или управляет VIA Rail Canada.

## Оперативная деятельность
Полиция VIA Rail размещается на станциях пассажирских поездов VIA Rail, вдоль полос отвода, по которым курсируют поезда VIA Rail, и на борту поездов VIA Rail для предотвращения инцидентов, связанных с безопасностью, и для отработки возможностей реагирования и противодействия терроризму, включая такие события, как террористический акт на Via Rail Canada в 2013 году. VIA Rail Police тесно сотрудничает с двумя другими частными федеральными железнодорожными полицейскими службами, CN Police и CP Police, а также со многими местными полицейскими службами по всей стране для реагирования и расследования провинциальных и федеральных преступлений, а также применяет совместный подход с различными правоохранительными органами и общественными партнерами для просвещения общественности по вопросам, связанным с безопасностью на железной дороге, в попытке сократить количество инцидентов на путях.

### Террористический заговор в VIA Rail Canada
20 марта 2015 года Чихеб Эссегайер и Раед Джасер были приговорены к пожизненному заключению за сговор с целью совершения убийства в интересах террористической группы в результате заговора с целью пустить под откос поезд, курсировавший между Торонто и Нью-Йорком по маршруту, обслуживаемому компаниями Amtrak и VIA Rail Canada, известному как «Кленовый лист».

### Кинологический отдел
VIA Rail Police имеет собственное кинологическое подразделение и направляет собак-проводников для оповещения своих людей-полицейских о наличии угрозы. Полицейские собаки могут быстро проверять большие скопления людей и идти по следу запаха.